# 共和土耳其党
共和土耳其党（土耳其語：Cumhuriyetçi Türk Partisi，缩写为CTP）是北塞浦路斯的一个社会民主主义政党。该党成立于1970年。该党主张塞浦路斯统一。该党的政治立场是中间偏左。该党的领袖是麦赫迈特·阿里·塔拉特。该党的总部位于北尼科西亚。该党是社会党国际和进步联盟的成员以及欧洲社会党的观察员党。